# Датчик дождя
Датчик дождя — оптико-электронное устройство, устанавливаемое на ветровое стекло автомобиля и реагирующее на его увлажнение. Используется для автоматического управления стеклоочистителями и механизмами, закрывающими люк и стекла дверей.
Снег, дождь и грязь — серьёзная помеха комфортному и безопасному управлению автомобилем, а необходимость включения-выключения щёток и регулирования интенсивности их работы отвлекает водителя от дороги. Уже не первый год специалисты трудятся над созданием системы, позволяющей автоматизировать этот процесс. Однако до недавнего времени подобными устройствами оснащали лишь очень дорогие модели машин.
Сегодня автопроизводители постепенно начинают использовать датчики дождя в стандартной комплектации автомобилей среднего и гольф-класса, а разработчики таких систем управления предлагают автолюбителям несколько их типов, в том числе и предназначенные для самостоятельной установки.

## Принцип работы
Датчик дождя включает в себя инфракрасный излучатель и фотоприёмник небольших размеров. В память их электронных блоков заложены параметры преломления инфракрасных лучей на наружной поверхности сухих (чистых) и влажных (загрязнённых) стёкол. Капли дождя или грязь, попадающие на лобовое стекло, вызывают изменение пути преломления лучей. На это и реагирует система, которая активизирует стеклоочиститель, определяет режим работы дворников в зависимости от интенсивности осадков и время действия щёток, отключая их в нужный момент. Чувствительность светоприёмников очень высока. Они учитывают тысячные доли миллилитра воды на лобовом стекле и срабатывают в течение нескольких миллисекунд.
Перечисленные возможности уже в достаточной степени позволяют автоматизировать работу стеклоочистителя, но конструкторы не стали останавливаться на достигнутом. Они создали модели датчиков дождя, которые способны также включать омыватель при сильном загрязнении стекла. Полезный прибор устанавливают под лобовым стеклом, учитывая два правила: чтобы он не мешал обзору и находился в зоне действия щёток.

## Датчики полива
Датчики дождя для систем орошения доступны как в беспроводной, так и в проводной версиях, в большинстве из них используются гигроскопические диски, которые набухают в присутствии дождя и снова сжимаются при высыхании — электрический переключатель, в свою очередь, нажимается или отпускается гигроскопическим диском штабеля, а скорость сушки обычно регулируют, контролируя вентиляцию, достигающую штабеля. Однако также продаются некоторые датчики электрического типа, в которых для измерения количества осадков используются датчики типа опрокидывающегося ведра или проводимости. Как в беспроводной, так и в проводной версии используются аналогичные механизмы для временной приостановки полива контроллером полива. В частности, они подключаются к сенсорным клеммам контроллера полива или устанавливаются последовательно с общей цепью электромагнитного клапана, чтобы предотвратить открытие любых клапанов во время дождя.
Некоторые датчики дождя для орошения также содержат датчик замерзания, чтобы система не работала при отрицательных температурах, особенно там, где системы орошения все еще используются зимой.
Некоторые типы датчиков требуются для новых систем полива газонов во Флориде, Нью-Джерси, Миннесоте, Коннектикуте и большей части Техаса.

## Устройство
В комплект датчика дождя входят блок управления и блок реле. Первый представляет собой оптическое электронное устройство, которое даёт команду исполнительному механизму на включение стеклоочистителя и омывателя. Его помещают в хорошо проветриваемом месте так, чтобы он не стал помехой обзору водителя (как правило рядом с салонным зеркалом заднего вида в зоне, которая очищается при работе щёток лобового стекла). При этом ветровое стекло не должно иметь дефектов, влияющих на функционирование оптической системы блока, а щётки должны хорошо очищать стекло, иначе они будут работать дольше, чем необходимо.
Блок реле (исполнительное устройство) осуществляет непосредственное управление стеклоочистителем и омывателем. Кроме того, он защищает систему от динамических изменений напряжения в электрической цепи автомобиля и от воздействия кондуктивных помех. Его крепят в удобном для подключения к питанию месте, предусмотренном конструкцией автомобиля.